# Villaco
Villaco is een gemeente in de Spaanse provincie Valladolid in de regio Castilië en León met een oppervlakte van 15,75 km². Villaco telt 91 inwoners (1 januari 2016).

## Demografische ontwikkeling

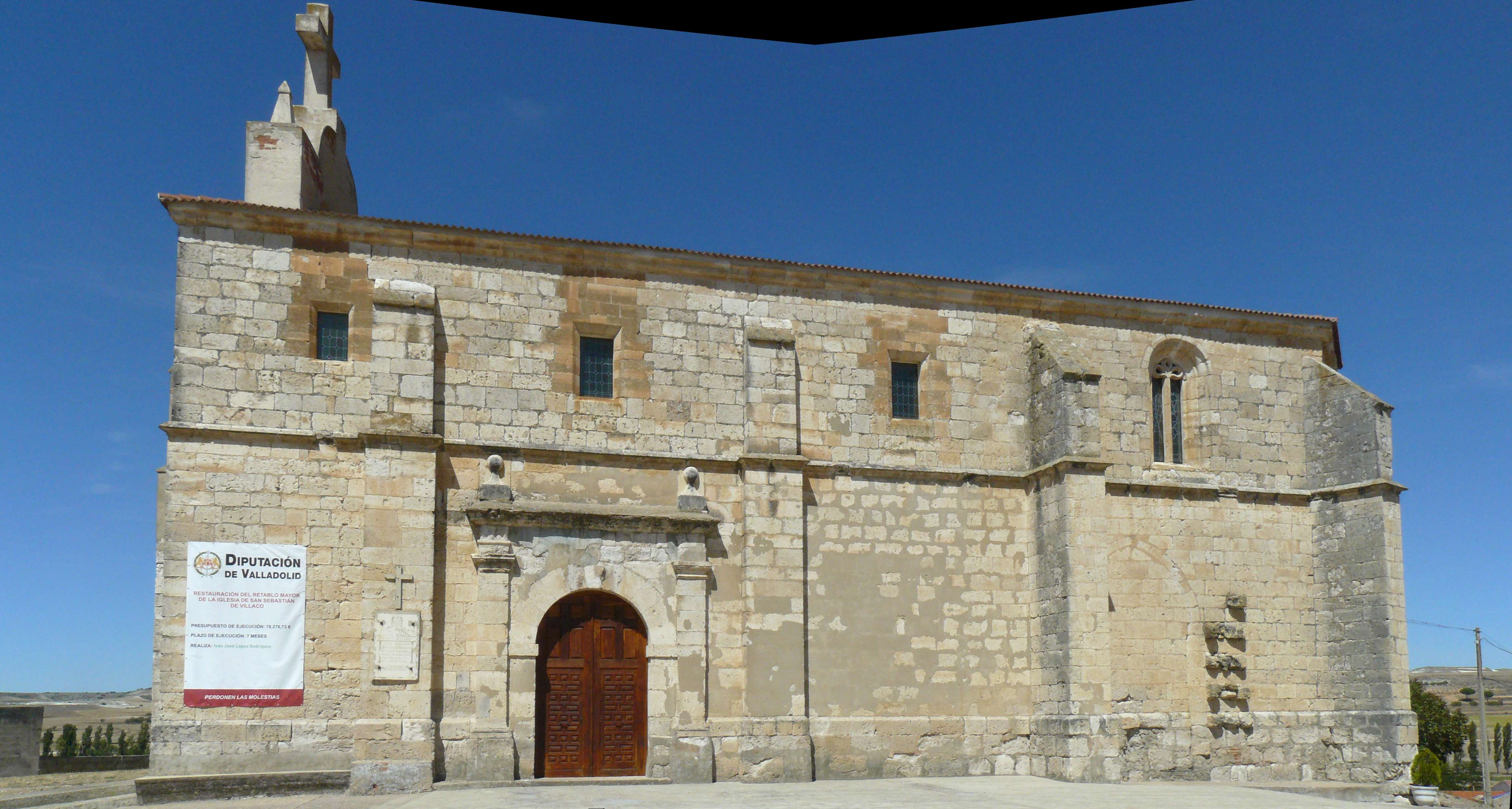
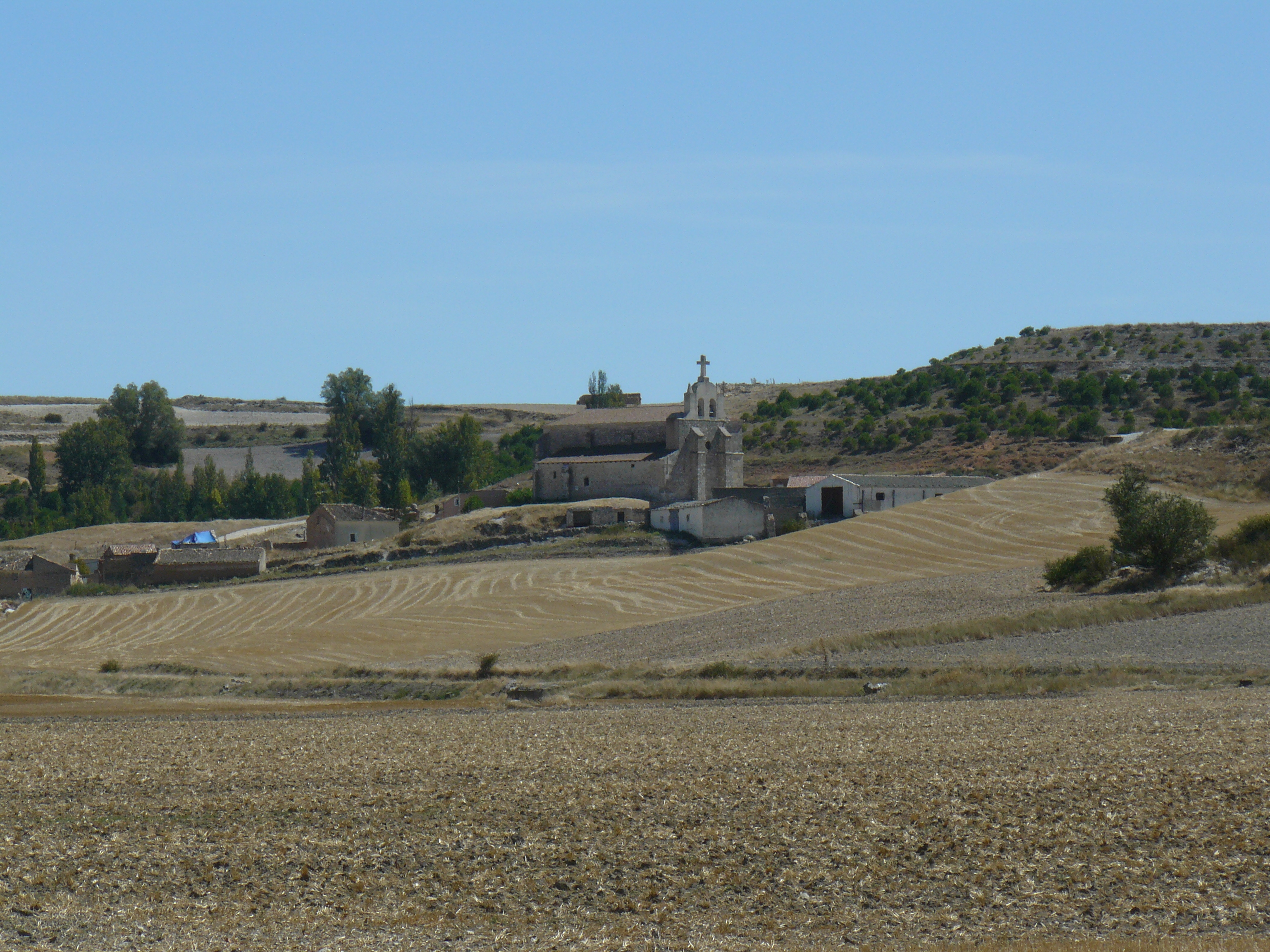

Bron: INE, 1857-2011: volkstellingen